# قاسم الریماوی
قاسم الریماوی (عربی: قاسم الريماوي؛ ۱۱ ژانویهٔ ۱۹۱۸ – ۲۹ آوریل ۱۹۸۲) سیاست‌مدار اهل اردن بود. وی از ۳ ژوئیه ۱۹۸۰ تا ۲۸ اوت ۱۹۸۰ نخست‌وزیر اردن بود.
قاسم ریماوی در ۲۹ آوریل ۱۹۸۲، در سن ۶۴ سالگی درگذشت.